# Psychotria banaona
Psychotria banaona är en måreväxtart som beskrevs av Ignatz Urban. Psychotria banaona ingår i släktet Psychotria och familjen måreväxter. Inga underarter finns listade i Catalogue of Life.